# جوشوا وقتها والآن (رواية)
جوشوا وقتها والآن (بالإنجليزية: Joshua Then and Now)‏ هي رواية للكاتب الكندي مردخاي ريشلر، نشرت عام 1980، لأول مرة عن دار نشر ماكليلاند آند ستيوارت. 